# Soixante-huitard
Vous pouvez aider à l'améliorer ou bien discuter des problèmes sur sa page de discussion.
- Il ne cite pas suffisamment ses sources. Vous pouvez indiquer les passages à sourcer avec {{référence nécessaire}} ou {{Référence souhaitée}}, et inclure les références utiles en les liant aux notes de bas de page. (Marqué depuis avril 2012)
- Il doit être recyclé. La réorganisation et la clarification du contenu sont nécessaires. (Marqué depuis avril 2012)

- Archive Wikiwix
- Bing
- Cairn
- DuckDuckGo
- E. Universalis
- Gallica
- Google
- G. Books
- G. News
- G. Scholar
- Persée
- Qwant
- (zh) Baidu
- (ru) Yandex
- (wd) trouver des œuvres sur Wikidata

Un soixante-huitard est une personne ayant l'âge d'avoir participé aux événements de Mai 1968, ou ayant adopté les mœurs et les idées qui se sont imposées à cette occasion. La perception des soixante-huitard et du Mouvement du 22 Mars, essentiellement parisien et étudiant, a évolué avec l'historiographie de Mai 68.
Les soixante-huitards ont une influence durable sur la France d'après-guerre ; Michel Winock note que  « l'ultragauche ou le gauchisme ont souvent été des sas de passage dans le monde adulte, des instances d'apprentissage politique avant l'entrée dans les diverses carrières », remarquant que beaucoup de notables (patrons de presse, inspecteurs généraux, animateurs de télévision, ...) sont d'anciens soixante-huitards, certains ayant abandonné ces convictions de jeunesse, d'autres les ayant conservées, mais se sont assagis dans leur militantisme.

## Historique (13 mai 1968-30 juin 1968)
La qualification de soixante-huitard est calquée sur celle de « communard » ou « quarante-huitard ».
Selon Le Goff :

« Composé pour l'essentiel d'étudiants, le mouvement soixante-huitard est un curieux mélange entre des aspirations hédonistes, libertaires et un bolchévisme avant gardiste qui a rejoué sous une forme caricaturale et dérisoires le fonctionnement des partis communistes « historiques » (léniniste, stalinien, maoïste) et des révolutions du passé. »

Elle désigne les idées les plus progressistes, avancées socialement ou utopistes qui ont eu cours dans les milieux révolutionnaires, notamment celles s'approchant de l'anarchisme et du New Age.

## Effet sur la société
La génération constituée de soixante-huitards arrive au travail dans une France qui a déjà évolué sur les questions sociétales : le 13 juillet 1965, les députés « majoritairement gaullistes » ont voté l'indépendance économique des épouses via une loi qui n'a pas fait grand bruit, les autorisant à gérer leurs biens propres et à exercer une activité professionnelle sans le consentement de leur mari. Selon l'historienne du droit des femmes Michelle Perrot, « environ 40 % des françaises travaillaient » lorsque la loi a été adoptée.
Pour Jean-Pierre Le Goff, la phase nihiliste post-soixante-huitarde fut brève et s'achève en 1973-1974 ; puis sous l'influence du féminisme et de courants écologistes chrétiens, accomplit sa modification pacificatrice. La dynamique soixante-huitarde s'éteint pour lui au milieu des années 1970, remplacé pour la gauche par un gauchisme culturel.
L'ancien ministre de Jean-Pierre Raffarin, Luc Ferry, a parlé de génération de 68 pour évoquer la génération du babyboom, sa philosophie hédoniste et narcissique, et sa soumission à la société de consommation.
Cette génération soixante-huitarde repose sur une reconstruction dans les années 1980 de la mémoire de Mai 68. La publication en 1987 d'Hervé Hamon et de Patrick Rotman Génération, les années de rêve, procède de cette reconstruction. Leur enquête se focalise sur la trajectoire de quelques individus célèbres devenus des emblèmes de Mai 68, comme Serge July ou Alain Geismar. Selon Julie Pagis, chercheuse en sociologie politique au CNRS, elle contribue à banaliser et à médiatiser ce label de « génération 68 », « gommant les parcours de soixante-huitards plus communs et renforçant les représentations d'une génération opportuniste, bien reconvertie, occupant des postes de pouvoir dans les champs politiques, médiatiques et littéraires, et unanimement convertie au libéral-libertarisme ». L'enquête sociologique de Pagis montre en effet que les parcours de « soixante-huitards ordinaires » présentent une grande diversité.

## Quelques soixante-huitards

### Entreprises
- Aimé Halbeher (secrétaire général de la CGT Renault-Billancourt)
- Gaston Nadalini (secrétaire du CE, Berliet Vénissieux)
- Yves Rocton (Force Ouvrière animateur de la grève à Sud-Aviation Nantes)
- Stéphane Just (dirigeant du mouvement à la RATP)
- Georges Séguy, secrétaire général de la CGT, négociateur des Accords de Grenelle.
- Eugène Descamps, secrétaire général de la CFDT, négociateur des Accords de Grenelle.
- André Bergeron, secrétaire général de Force Ouvrière, négociateur des Accords de Grenelle.

### Campus universitaires

#### PSU
- Jacques Sauvageot (président de l'UNEF, PSU)
- Michel Rocard (secrétaire général du PSU, candidat à l'élection présidentielle de 1969)
- Patrick Viveret (Résidence universitaire de Nanterre, PSU)

#### Résidences universitaires
- Dominique Tabah (UEC, présidente de l'association de la Résidence universitaire de Nanterre)[6].
- Gérard Aimé (photographe de Mai 68, Résidence universitaire de Nanterre)
- Omar Blondin Diop (UJCml, Résidence universitaire de Nanterre, Mai 68 au Sénégal)
- Patrick Cheval (internationale situationniste, Résidence universitaire de Nanterre)
- Jean-François Godchau (JCR, Résidence universitaire de Nanterre, président de l'UNEF Nanterre)
- Jacques Tarnero (service d'ordre de la JCR, Résidence universitaire de Nanterre)

#### Situationistes
- René Riesel, Internationale situationniste à Nanterre
- Mustapha Khayati, Internationale situationniste à Strasbourg

#### JCR
- Alain Krivine, (fondateur des JCR, candidat à l'élection présidentielle de 1969)
- Daniel Bensaid (JCR, Résidence universitaire de Nanterre)

#### Lambertistes
- Claude Chisserey (représentant du CLER à la Sorbonne)
- Michel Pourny (représentant du CLER à Nanterre)
- Charles Berg (CLER, cinéaste)
- Christian Nény (CLER, président de l'UNEF Clermont-Ferrand)

#### Maoïstes et 22 mars
- Daniel Cohn-Bendit (Mouvement du 22 Mars à Nanterre)
- Jean-Pierre Duteuil (Mouvement du 22 Mars à Nanterre)
- Mustapha Saha (Mouvement du 22 Mars à Nanterre)
- Alain Geismar (secrétaire général du SNESup)
- Nicolas Boulte (secrétaire du Comité Vietnam national)
- André Glucksmann (ami personnel de Daniel Cohn-Bendit, futur dirigeant de J'accuse-La Cause du Peuple)
- Serge July (ami personnel de Daniel Cohn-Bendit, futur dirigeant de J'accuse-La Cause du Peuple puis directeur du quotidien Libération)
- Jacques Rémy (Service d'ordre UNEF Sorbonne, Comité Vietnam de base)
- Robert Linhart (UJCml, Comité Vietnam de base)
- Jean-Pierre Le Goff étudiant en philosophie à l'Université de Caen

### Intellectuels et artistes
- Laurent Schwartz (président du Comité Vietnam national)
- Jean-Paul Sartre (personnalité du Comité Vietnam national, futur dirigeant de J'accuse-La Cause du Peuple
- Renaud (chanteur)
- Patrick Dewaere (acteur)

### Leaders en régions
- Juvénal Quillet (président de l'association des résidents à Nantes)
- Yvon Chotard (avocat) (président de l'UNEF Nantes)
- Samuel Johsua (UNEF Marseille)
- Volodia Shahshahani (Mai 68 à Grenoble)
- Antoine Artous (UEC, Mai 68 à Toulouse, Mouvement du 25 avril)
- Mustapha Khayati, Internationale situationniste à Strasbourg

### Lycéens
- Maurice Najman (représentant national du Comité d'action lycéen)
- Michel Recanati (représentant national du Comité d'action lycéen)
- Nicolas Baby (représentant national du Comité d'action lycéen)
- Joël Grynbaum (figure du Comité d'action lycéen)
- Gilles Tautin (figure du Comité d'action lycéen)
- Jean Paul Cruse (UJCml Lycée Louis-Le-Grand, Comité Vietnam de base)
- Romain Goupil (Comité d'action lycéen)
- Maurice Ronai (Comité d'action lycéen)

## Terme et slogans
Article détaillé: slogans soixante-huitards

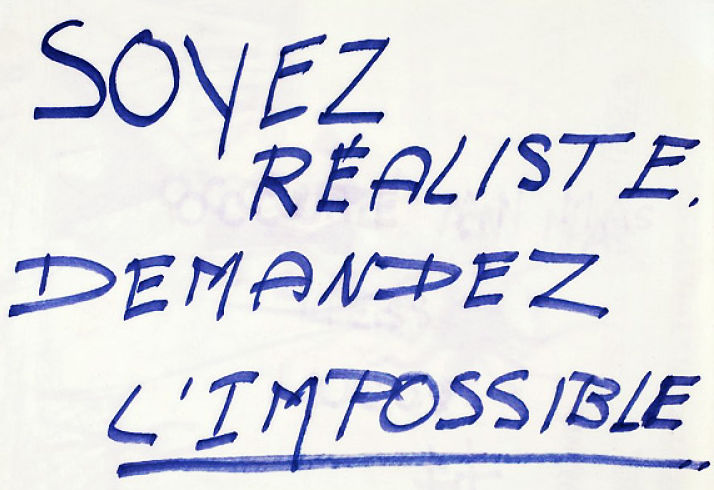

- Quelques slogans soixante-huitards :
  - Sous les pavés, la plage !
  - « CRS = SS » (Slogan inventé lors des grèves des mineurs du nord de 1948[7], popularisé lors de la grève des dockers de 1949-1950 et repris en 1968.
  - Soyez réalistes, demandez l'impossible
  - Nous sommes tous des Juifs allemands (détourné à partir d'un article du journal d'extrême-droite Minute)
- Et d'autres, antérieurs à Mai 68, dont les auteurs ne sont pas des Soixante-huitards:
  - Il est interdit d'interdire !
  - Jouissez sans entraves
  - Nous ne voulons pas d'un monde où la certitude de ne pas mourir de faim s'échange contre le risque de mourir d'ennui.

## Interview
- Interview-enquête sur trois soixante-huitards ayant joué un rôle clé en Mai 68, à Nanterre, l'ORTF et Renault-Billancourt, par Fernando Malverde et Nedim Loncarevic par France 3 Paris Ile-de-France[6].